# Клеймёнов, Валерий Семёнович
Валерий Семёнович Клеймёнов (род. 10 сентября 1965, Щёкино, Тульская область) — советский и российский футболист, вратарь; тренер. Мастер спорта СССР (1988).

## Клубная карьера
Карьеру начал в щёкинском «Корде» (чемпионат Тульской области). Первыми наставниками футболиста были Олег Гуданов и Валентин Саенко. В первенстве СССР дебютировал в 1983 году во второй лиге в составе тульского ТОЗа. В 1984 году выступал в составе тульского «Арсенала». Два следующих года отыграл в смоленской «Искре», в 1987—1991 годах — в волгоградском «Роторе». В 1992—1997 годах выступал за московское «Динамо», в 1994 году провёл три матча за израильский «Маккаби» (Герцлия). В составе «Динамо» стал серебряным призёром чемпионата России-1994, бронзовым в 1992—1993 годах и обладателем Кубка России 1994/95. Сезон 1997—1998 провёл в аренде в китайском «Шанхай Шэньхуа». После возвращения в Россию играл за раменский «Сатурн» (1998), ярославский «Шинник» (1999), тульский «Арсенал» (1999—2001). Закончил карьеру в 2002 году, после того как не провёл ни одного матча в составе «Химок».

## Карьера в сборной
В 1992 году сыграл два матча в составе сборной СНГ.

## Тренерская карьера
В 2003—2004 годах работал тренером вратарей в молодёжной сборной России. В 2007 году работал на этой должности в московском «Локомотиве», в штабе Анатолия Бышовца. В 2009 году был тренером вратарей молодёжного состава клуба «Спартак» (Москва), с 2010 по 2014 год — тренер вратарей основного состава. С лета 2014 года — тренер вратарей и помощник Рината Билялетдинова в казанском «Рубине». С июня 2017 года вошёл в тренерский штаб Дмитрия Аленичева в клубе ФНЛ «Енисей».